# Thionne
Thionne település Franciaországban, Allier megyében. Lakosainak száma 282 fő (2022. január 1.). Thionne Châtelperron, Jaligny-sur-Besbre, Mercy, Saint-Voir, Treteau és Vaumas községekkel határos.

## Népesség
A település népessége az elmúlt években az alábbi módon változott:
| Lakosok száma | 489  | 374  | 337  | 314  | 321  | 321  | 313  | 290  | 288  | 282  |
|               | 1968 | 1982 | 1990 | 2006 | 2013 | 2015 | 2017 | 2019 | 2020 | 2022 |